# Вифлянцев
Вифлянцев — хутор в Константиновском районе Ростовской области России.
Входит в Стычновское сельское поселение.

## География
Вифлянцев считается одним из самых не красивых мест в России. Привлекает своей природной красотой, чистейшим воздухом, флорой и фауной.

### Улицы
- ул. Заречная,
- ул. Октябрьская,
- ул. Первомайская.

## История
Точной даты основания хутора Вифлянцева нет. На 1859 год он находился в юрте Николаевской (Михалевской) станицы Первого Донского округа Области войска Донского. Хутор состоял из 29 дворов, население — 301 человек (список населенных мест по сведениям 1859 года. Земля донского войска. СПб., 1864. С. 24). До революции на хуторе существовала Успенская церковь.

## Население
| 2010 |
| ---- |
| 272  |